# Asambleas presidenciales del Partido Demócrata de 2016 en Iowa
Los caucus presidenciales demócratas de Iowa de 2016 se llevaron a cabo el 1 de febrero en Iowa, como de costumbre, marcando la primera contienda de nominación del Partido Demócrata en su serie de primarias presidenciales antes de las elecciones presidenciales de 2016.
El Partido Republicano celebró sus propios caucus en Iowa el mismo día.
A pesar de un desafío de última hora, Hillary Clinton pudo derrotar a Bernie Sanders en el primer caucus de la nación en Iowa por el margen más cercano en la historia de la contienda: 49.8% a 49.6% (Clinton reunió 700.47 delegados estatales equivalentes a los de Sanders 696.92, una diferencia de un cuarto de punto porcentual). La victoria, que se proyectaba otorgaría a sus 23 delegados comprometidos a la convención nacional (dos más que Sanders), convirtió a Clinton en la primera mujer en ganar el Caucus y marcó una clara diferencia con respecto a 2008, donde terminó en tercer lugar detrás de Obama y John Edwards. Martin O'Malley suspendió su campaña después de un decepcionante tercer lugar con solo el 0.5% de los equivalentes de delegados estatales otorgados, dejando a Clinton y Sanders como los únicos dos candidatos importantes en la carrera. 171,517 personas participaron en los caucus demócratas de Iowa de 2016.

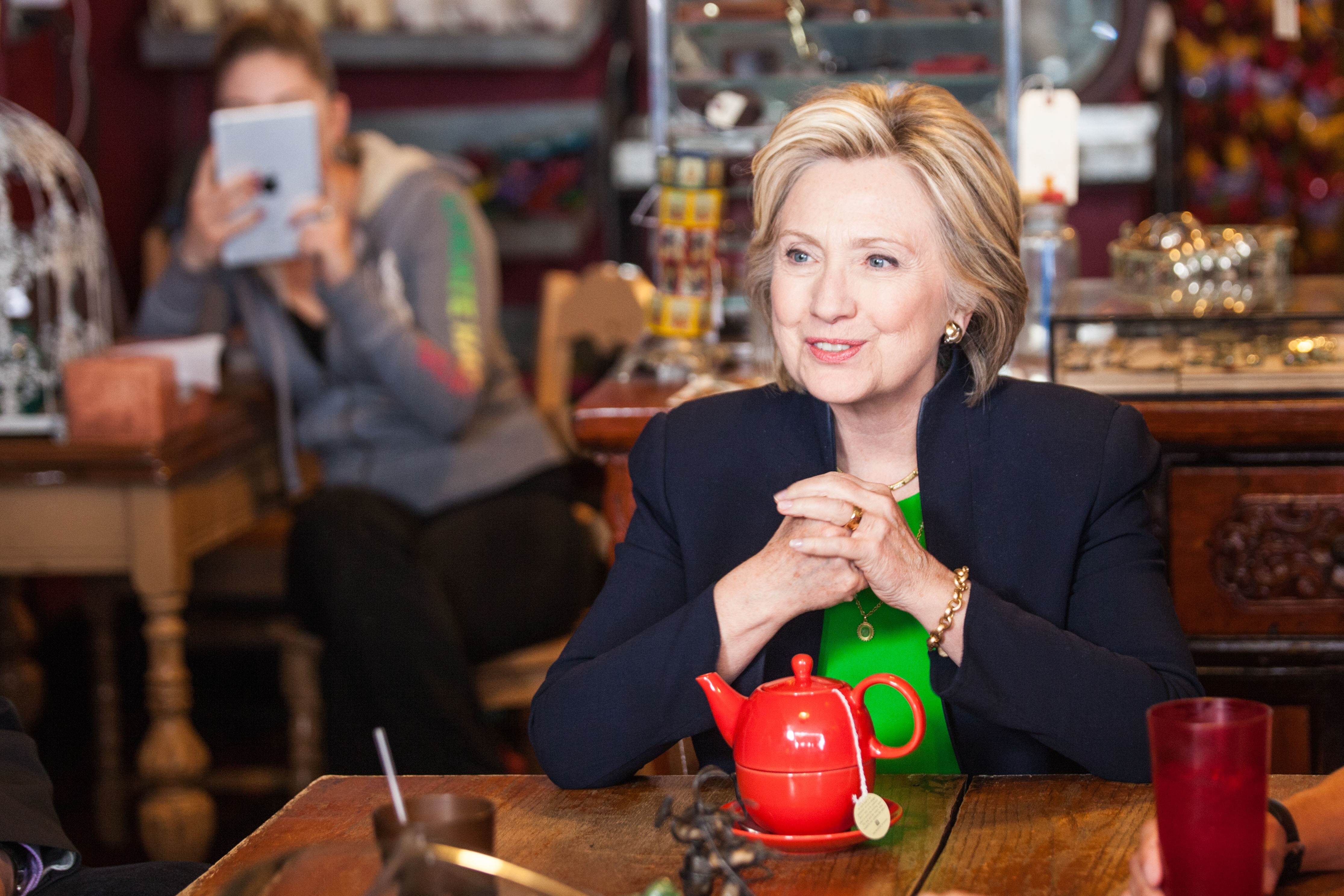
Hillary Clinton lanzó su campaña en Iowa, abril de 2015.

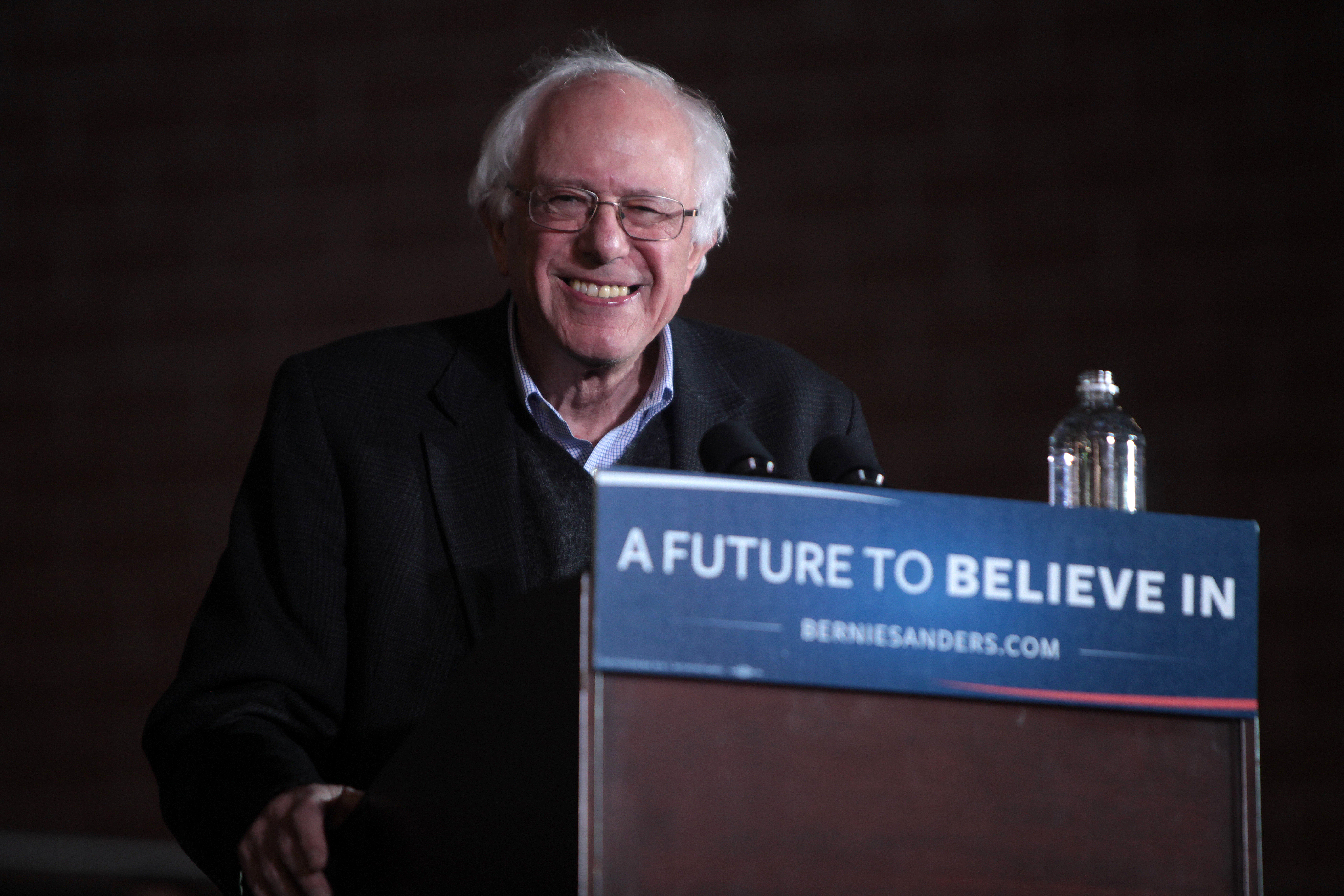
Campañas de Bernie Sanders en Iowa en enero de 2016.

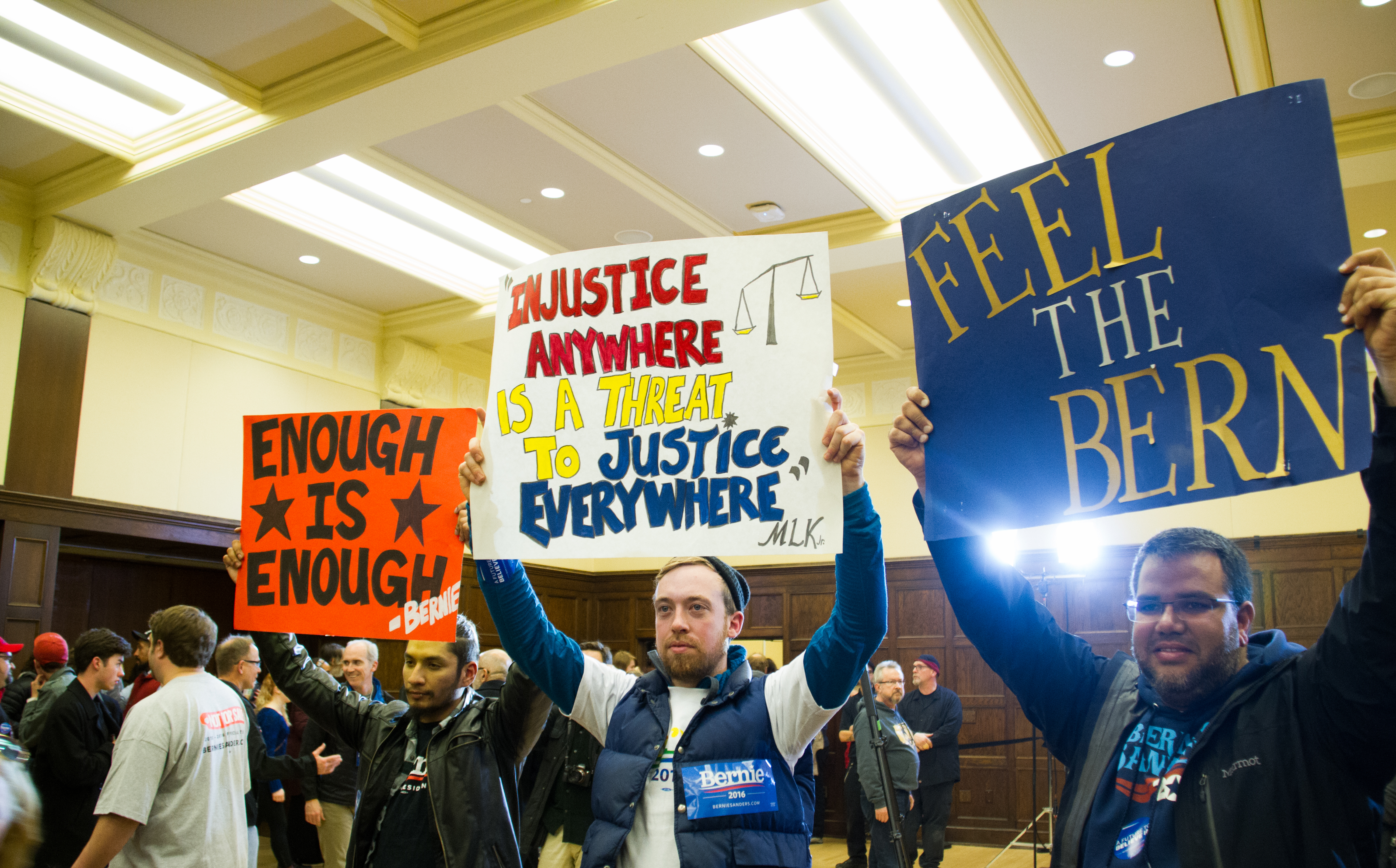
Partidarios de Sanders en Iowa, 31 de enero de 2016.

## Procedimiento
No hubo cédula de votación; en cambio, una forma única de debate y agrupaciones eligió a los delegados para las convenciones del condado que apoyaban a Hillary Clinton, Martin O'Malley y Bernie Sanders. El Partido Demócrata de Iowa no dio a conocer el recuento de votos ni el número de estos delegados. En cambio, publicaron la cantidad estimada de delegados estatales que apoyaron a cada candidato. Las convenciones de los condados seleccionaron delegados a las convenciones distritales y estatales, que a su vez seleccionaron a los delegados a la Convención Nacional Demócrata. Los delegados en las convenciones del condado, distrito y estado no estaban comprometidos y se les permitió cambiar su preferencia, lo que significa que el resultado final de los delegados estatales podría haber sido diferente de lo estimado en las asambleas del distrito de Iowa.
Los delegados a la Convención Nacional Demócrata de 2016 fueron seleccionados en las convenciones estatales y distritales. Los distritos electorales primero y segundo recibieron 8 delegados de distrito, el tercero recibió 7 y el cuarto recibió 6. Estos delegados de distrito fueron elegidos en las convenciones de distrito con base en el resultado en cada distrito del Congreso.
En la Convención Estatal, los 15 delegados comprometidos en todo el estado fueron elegidos en base a los resultados estatales. 9 de estos delegados generales y 6 eran líderes de partido y funcionarios electos (PLEO) que se comprometieron en función de la proporción de delegados generales que apoyaban a los candidatos. La delegación de Iowa también incluyó a 8 superdelegados no comprometidos en base al resultado del proceso del caucus, que incluyó a 1 representante de los Estados Unidos y 7 miembros del Comité Nacional Demócrata.

## Debates y foros

### Debate de noviembre de 2015 en Des Moines
El 14 de noviembre de 2015, el Partido Demócrata celebró un segundo debate presidencial en el Auditorio Sheslow de la Universidad Drake en Des Moines, Iowa. Presentado por el director político de CBS News, John Dickerson, se transmitió en CBS News y también fue transmitido por KCCI y The Des Moines Register. Con la participación de los candidatos restantes Hillary Clinton, Bernie Sanders y Martin O'Malley, fue el primer debate que se transmitió a través de una cadena de televisión nacional, ya que el debate anterior se realizó por cable.
Como el día anterior al debate, el 13 de noviembre, fue el día de los ataques de París de noviembre de 2015, CBS anunció que el debate se centraría en la política exterior y el terrorismo. Además, se guardó un minuto de silencio al inicio del debate en memoria de las víctimas.

### Foro de enero de 2016 en Des Moines
El 11 de enero de 2016 se llevó a cabo el foro "Black and Brown" en la Universidad Drake en Des Moines, Iowa. Centrándose en los problemas de las minorías, se emitió a través del canal Fusion.

## Sondeos de opinión
| Encuesta                                                                           | Fecha                  | 1°                    | 2°                   | Otros                                               |
| ---------------------------------------------------------------------------------- | ---------------------- | --------------------- | -------------------- | --------------------------------------------------- |
| Resultados del caucus                                                              | 1 de febrero de 2016   | Hillary Clinton 49.9% | Bernie Sanders 49.6% | Martin O'Malley 0.6%                                |
| Emerson College Margen de error: ± 5.6% Tamaño de muestra: 300                     | 29–31 de enero de 2016 | Hillary Clinton 51%   | Bernie Sanders 43%   | Martin O'Malley 4% Indecisos: 2%                    |
| Quinnipiac University Margen de error: ± 3.2% Tamaño de muestra: 919               | 25–31 de enero de 2016 | Bernie Sanders 49%    | Hillary Clinton 46%  | Martin O'Malley 3% Indecisos: 2%                    |
| Des Moines Register– Bloomberg–Selzer Margen de error: ± 4% Tamaño de muestra: 602 | 26–29 de enero de 2016 | Hillary Clinton 45%   | Bernie Sanders 42%   | Martin O'Malley 3% Indecisos o no comprometidos: 9% |
| Public Policy Polling Margen de error: ± 3.4% Tamaño de muestra: 851               | 26–27 de enero de 2016 | Hillary Clinton 48%   | Bernie Sanders 40%   | Martin O'Malley 7% Sin preferencia: 5%              |
| Gravis Marketing Margin of error ± 3% Sample size: 810                             | 26–27 de enero de 2016 | Hillary Clinton 53%   | Bernie Sanders 42%   | Martin O'Malley 5% No preference 0%                 |
| Monmouth University Margin of error ± 4.4% Sample size: 504                        | 23–26 de enero de 2016 | Hillary Clinton 47%   | Bernie Sanders 42%   | Martin O'Malley 6% Undecided 5%                     |
| American Research Group Margin of error ± 5.0% Sample size: 400                    | 21–24 de enero de 2016 | Bernie Sanders 48%    | Hillary Clinton 45%  | Martin O'Malley 3% No preference 4%                 |
| Quinnipiac University Margin of error: ± 4% Sample size: 606                       | 18–24 de enero de 2016 | Bernie Sanders 49%    | Hillary Clinton 45%  | Martin O'Malley 4% Undecided 2%                     |
| ISU/WHO-HD Margin of error: ± Sample size: 356                                     | 5–22 de enero de 2016  | Hillary Clinton 47%   | Bernie Sanders 45%   | Martin O'Malley <1% Undecided 7%                    |
| Fox News Margin of error ± 4.5% Sample size: 432                                   | 18–21 de enero de 2016 | Hillary Clinton 48%   | Bernie Sanders 42%   | Martin O'Malley 3% No preference 7%                 |
| YouGov/CBS News Margin of error ± 8.9% Sample size: 906                            | 17–21 de enero de 2016 | Bernie Sanders 47%    | Hillary Clinton 46%  | Martin O'Malley 5% No preference 2%                 |
| Emerson College Polling Society Margin of error: ± 5.9% Sample size: 271           | 18–20 de enero de 2016 | Hillary Clinton 52%   | Bernie Sanders 43%   | Martin O'Malley 3% Undecided 2%                     |
| CNN/ORC Margin of error: ± 6% Sample size: 280                                     | 15–20 de enero de 2016 | Bernie Sanders 51%    | Hillary Clinton 43%  | Martin O'Malley 4% Undecided 2%                     |
| Monmouth College/KBUR Margin of error: ± 4.1% Sample size: 500                     | 18–19 de enero de 2016 | Hillary Clinton 47.7% | Bernie Sanders 39.3% | Martin O'Malley 7.4% Undecided 5%                   |
| Loras College Margin of error: ± 4.4% Sample size: 580                             | January 8–10, 2016     | Hillary Clinton 46%   | Bernie Sanders 40%   | Martin O'Malley 8% Undecided 5%                     |
| Public Policy Polling Margin of error: ± 4.1% Sample size: 580                     | January 8–10, 2016     | Hillary Clinton 46%   | Bernie Sanders 40%   | Martin O'Malley 8% Undecided 5%                     |
| Bloomberg/DMR Margin of error: ± 4.4% Sample size: 503                             | January 7–10, 2016     | Hillary Clinton 42%   | Bernie Sanders 40%   | Martin O'Malley 4% Other/Undecided 14%              |
| American Research Group Margin of error: ± 4.0% Sample size: 600                   | January 6–10, 2016     | Bernie Sanders 47%    | Hillary Clinton 44%  | Martin O'Malley 3% Undecided 5%                     |
| Quinnipiac University Margin of error: ± 4.4% Sample size: 492                     | January 5–10, 2016     | Bernie Sanders 49%    | Hillary Clinton 44%  | Martin O'Malley 4% Undecided 3%                     |
| Mason-Dixon/AARP Margin of error: ± Sample size: 503                               | January 4–8, 2016      | Hillary Clinton 49%   | Bernie Sanders 42%   | Martin O’Malley 5% Not Reported 4%                  |
| NBC News/WSJ/Marist Margin of error: ± 4.8% Sample size: 422                       | January 2–7, 2016      | Hillary Clinton 48%   | Bernie Sanders 45%   | Martin O’Malley 5% Undecided 3%                     |

| Encuesta                                                                          | Fecha                          | 1°                   | 2°                     | Otros                                                                                                 |
| --------------------------------------------------------------------------------- | ------------------------------ | -------------------- | ---------------------- | --- |
| Gravis Marketing Margin of error ± 5% Sample Size: 418                            | December 18–21, 2015           | Hillary Clinton49%   | Bernie Sanders 31%     | Martin O'Malley 10% Unsure 10%                                                                        |
| YouGov/CBS News Margin of error ± 5.3% Sample Size: 1252                          | December 14–17, 2015           | Hillary Clinton50%   | Bernie Sanders45%      | Martin O'Malley 4% No preference 1%                                                                   |
| Public Policy Polling Margin of error: ± 4.3% Sample Size: 526                    | December 10–13, 2015           | Hillary Clinton52%   | Bernie Sanders 34%     | Martin O'Malley 7% Undecided 6%                                                                       |
| Quinnipiac University Margin of error: ± 3.6% Sample Size: 727                    | December 4–13, 2015            | Hillary Clinton51%   | Bernie Sanders 40%     | Martin O'Malley 6% Undecided 3%                                                                       |
| Fox News Margin of error: ± 5.0% Sample Size: 357                                 | December 7–10, 2015            | Hillary Clinton50%   | Bernie Sanders 36%     | Martin O'Malley 5% Other 4% Undecided 10%                                                             |
| Loras College Margin of error: ± 4.4 Sample Size: 501                             | December 7–10, 2015            | Hillary Clinton59%   | Bernie Sanders 27%     | Martin O'Malley 4% Undecided 10%                                                                      |
| Des Moines Register/Bloomberg/Selzer Margin of error ± 4.9% Sample Size: 404      | December 7–10, 2015            | Hillary Clinton48%   | Bernie Sanders 39%     | Martin O'Malley 4% Undeicded 8%                                                                       |
| Monmouth Margin of error ± 4.9% Sample Size: 405                                  | December 3–6, 2015             | Hillary Clinton55%   | Bernie Sanders 33%     | Martin O'Malley 6%                                                                                    |
| CNN/ORC Margin of error ± 4.5% Sample Size: 442                                   | November 28 – December 6, 2015 | Hillary Clinton54%   | Bernie Sanders 36%     | Martin O'Malley 4%                                                                                    |
| Quinnipiac University Margin of error ± 4.2% Sample Size: 543                     | November 16–22, 2015           | Hillary Clinton51%   | Bernie Sanders 42%     | Martin O'Malley 4% Undecided 3%                                                                       |
| YouGov/CBS News Margin of error ± 7.6% Sample Size: 602                           | November 15–19, 2015           | Hillary Clinton50%   | Bernie Sanders44%      | Martin O'Malley 5% Undecided 1%                                                                       |
| CNN/ORC Margin of error ± 4.5% Sample Size: 498                                   | October 29 – November 4, 2015  | Hillary Clinton55%   | Bernie Sanders 37%     | Martin O'Malley 3% None 1% No Opinion 3%                                                              |
| Gravis Marketing/One America News Network Margin of error ± 3.0% Sample Size: 272 | October 30 – November 2, 2015  | Hillary Clinton57.1% | Bernie Sanders 24.8%   | Martin O'Malley 2.9% Not Sure 15.2%                                                                   |
| Public Policy Polling Margin of error ± 3.9% Sample Size: 615                     | October 30 – November 1, 2015  | Hillary Clinton57%   | Bernie Sanders 25%     | Martin O'Malley 7% Lawrence Lessig 1% Not Sure 9%                                                     |
| KBUR-Monmouth Margin of error: ± 3.76% Sample size: 681                           | October 29–31, 2015            | Hillary Clinton45.8% | Bernie Sanders 31.7%   | Martin O'Malley 5.4% Undecided 17.0%                                                                  |
| Monmouth University Margin of error ± 3.76% Sample size: 681                      | October 29–31, 2015            | Hillary Clinton45.8% | Bernie Sanders 31.7%   | Martin O'Malley 5.4% Undecided 17%                                                                    |
| Monmouth University Margin of error ± 4.9% Sample size: 400                       | October 22–25, 2015            | Hillary Clinton65%   | Bernie Sanders 24%     | Martin O'Malley 5% Lawrence Lessig 1% Undecided 5%                                                    |
| YouGov/CBS News Margin of error ± 6.9% Sample size: 555                           | October 15–22, 2015            | Hillary Clinton46%   | Bernie Sanders43%      | Martin O'Malley 3% Lincoln Chafee 1% Lawrence Lessig 0% No preference 7%                              |
| Des Moines Register/Bloomberg Politics Margin of error ± 4.9% Sample size: 402    | October 16–19, 2015            | Hillary Clinton48%   | Bernie Sanders 41%     | Martin O'Malley 2% Jim Webb 1% Lincoln Chafee 1% Uncommited 3% Not Sure 4%                            |
| NBC News/WSJ/Marist Margin of error: ± 5.3% Sample size: 348                      | September 23–30, 2015          | Hillary Clinton33%   | Bernie Sanders28%      | Joe Biden 22% Martin O'Malley 3% Jim Webb 1% Lincoln Chafee <1% Undecided 12%                         |
| NBC News/WSJ/Marist Margin of error: ± 5.3% Sample size: 348                      | September 23–30, 2015          | Hillary Clinton47%   | Bernie Sanders 36%     | Martin O'Malley 4% Jim Webb 1% Lincoln Chafee <1% Undecided 13%                                       |
| Public Policy Polling Margin of error ± 4.4% Sample size: 494                     | September 18–20, 2015          | Hillary Clinton43%   | Bernie Sanders 22%     | Joe Biden 17% Martin O'Malley 3% Jim Webb 3% Lincoln Chafee 2% Lawrence Lessig 0% Undecided 9%        |
| YouGov/CBS News Margin of error ± 6.6% Sample size: 646                           | September 3–10, 2015           | Bernie Sanders43%    | Hillary Clinton 33%    | Joe Biden 10% No preference 7% Martin O'Malley 5% Lincoln Chafee 1% Jim Webb 1%                       |
| Quinnipiac University Margin of error: ± 3.4% Sample size: 832                    | Posted September 10, 2015      | Bernie Sanders41%    | Hillary Clinton40%     | Joe Biden 12% Martin O'Malley 3%                                                                      |
| NBC News/Marist Poll Margin of error: ± 5.3% Sample size: 345                     | Published September 6, 2015    | Hillary Clinton38%   | Bernie Sanders 27%     | Joe Biden 20% Martin O'Malley 4% Jim Webb 2% Lincoln Chafee 1% Undecided 8%                           |
| NBC News/Marist Poll Margin of error: ± 5.3% Sample size: 345                     | Published September 6, 2015    | Hillary Clinton48%   | Bernie Sanders 37%     | Martin O'Malley 4% Jim Webb 2% Lincoln Chafee 1% Undecided 8%                                         |
| Loras College Margin of error ± 4.37% Sample size: 502                            | August 24–27, 2015             | Hillary Clinton48.2% | Bernie Sanders 22.9%   | Joe Biden 16.3% Martin O'Malley 4% Lincoln Chafee 0.6% Jim Webb 0.4% Undecided 6.4%                   |
| Selzer & Co. of Des Moines Margin of error: ± 4.9% Sample size: 404               | August 23–26, 2015             | Hillary Clinton43%   | Bernie Sanders 35%     | Martin O'Malley 5% Jim Webb 2% Lincoln Chafee 1% Not sure 8% Uncommitted 6%                           |
| Selzer & Co. of Des Moines Margin of error: ± 4.9% Sample size: 404               | August 23–26, 2015             | Hillary Clinton37%   | Bernie Sanders 30%     | Joe Biden 14% Martin O'Malley 3% Jim Webb 2% Lincoln Chafee 1% Not sure 8% Uncommitted 6%             |
| Suffolk University Margin of error: ± 4.4% Sample size: 500                       | August 20–24, 2015             | Hillary Clinton54%   | Bernie Sanders 20%     | Joe Biden 11% Martin O'Malley 4% Jim Webb 1% Lincoln Chafee 0% Undecided 9%                           |
| CNN/ORC Margin of error: ± 4.5% Sample size: 429                                  | August 7–11, 2015              | Hillary Clinton50%   | Bernie Sanders 31%     | Joe Biden 12% Martin O'Malley 1% Jim Webb 1% Lincoln Chafee 0% Not sure 11%                           |
| Public Policy Polling Margin of error: ± 4.1% Sample size: 567                    | August 7–9, 2015               | Hillary Clinton52%   | Bernie Sanders 25%     | Martin O'Malley 7% Jim Webb 3% Lincoln Chafee 1% Not sure 11%                                         |
| NBC News/Marist Margin of error: ± 5.5% Sample size: 320                          | July 14–21, 2015               | Hillary Clinton49%   | Bernie Sanders 25%     | Joe Biden 10% Martin O'Malley 3% Jim Webb 1% Lincoln Chafee <1% Undecided 11%                         |
| We Ask America Margin of error: 3.07% Sample size: 1,022                          | June 27–29, 2015               | Hillary Clinton63%   | Bernie Sanders 20%     | Martin O'Malley 5% Jim Webb 3% Lincoln Chafee 1% Undecided 8%                                         |
| Quinnipiac University Margin of error: 3.6% Sample size: 761                      | June 20–29, 2015               | Hillary Clinton52%   | Bernie Sanders 33%     | Joe Biden 7% Martin O'Malley 3% Jim Webb 1% Lincoln Chafee 0% Undecided 5%                            |
| Bloomberg Margin of error: 4.9% Sample size: 401                                  | June 19–22, 2015               | Hillary Clinton50%   | Bernie Sanders 24%     | Martin O'Malley 2% Lincoln Chafee 0% Undecided 23%                                                    |
| Morning Consult Margin of error: ? Sample size: 322                               | May 31 – June 8, 2015          | Hillary Clinton54%   | Bernie Sanders 12%     | Joe Biden 9% Martin O'Malley 1% Jim Webb 1% Lincoln Chafee 0% Other 3% Undecided 20%                  |
| Gravis Marketing Margin of error: ± 5.0% Sample size: 434                         | May 28–29, 2015                | Hillary Clinton59%   | Bernie Sanders 15%     | Martin O'Malley 3% Jim Webb 2% Bill DeBlasio 2% Lincoln Chafee 1% Unsure 17%                          |
| Bloomberg/Des Moines Margin of error: ± 4.7% Sample size: 437                     | May 25–29, 2015                | Hillary Clinton57%   | Bernie Sanders 16%     | Joe Biden 8% Martin O'Malley 2% Jim Webb 2% Uncommitted 6% Not sure 8%                                |
| Quinnipiac University Margin of error: ± 3.7% Sample size: 692                    | April 25 – May 4, 2015         | Hillary Clinton60%   | Bernie Sanders 15%     | Joe Biden 11% Martin O'Malley 3% Jim Webb 3% Lincoln Chafee 0% Undecided 7%                           |
| Public Policy Polling Margin of error: ± 4.5% Sample size: 466                    | April 23–26, 2015              | Hillary Clinton62%   | Bernie Sanders 14%     | Martin O'Malley 6% Jim Webb 3% Lincoln Chafee 2% Undecided 13%                                        |
| Loras College Margin of error: ± 4.4% Sample size: 491                            | April 21–23, 2015              | Hillary Clinton57%   | Elizabeth Warren 14.7% | Joe Biden 5.9% Martin O'Malley 2.4% Bernie Sanders 2% Jim Webb 1.2% Lincoln Chafee 0% Undecided 16.7% |
| Quinnipiac Margin of error: ± 3.9% Sample size: 619                               | February 16–23, 2015           | Hillary Clinton61%   | Elizabeth Warren 19%   | Joe Biden 7% Bernie Sanders 5% Jim Webb 2% Martin O'Malley 0% Undecided 6%                            |
| NBC News/Marist Margin of error: ± 5.5% Sample size: 321                          | February 3–10, 2015            | Hillary Clinton68%   | Joe Biden 12%          | Bernie Sanders 7% Jim Webb 1% Martin O'Malley <1% Undecided 12%                                       |
| Selzer & Co. Margin of error: ± 4.9% Sample size: 401                             | January 26–29, 2015            | Hillary Clinton56%   | Elizabeth Warren 16%   | Joe Biden 9% Bernie Sanders 5% Jim Webb 3% Martin O'Malley 1% Uncommitted 4% Not sure 6%              |
| Loras College Margin of error: ± 6.06% Sample size: 261                           | January 21–26, 2015            | Hillary Clinton48.3% | Elizabeth Warren 16.5% | Joe Biden 12.6% Bernie Sanders 3.8% Jim Webb 2.3% Martin O'Malley 0.4% Undecided 16.1%                |

| Encuesta                                                      | Fecha                | 1°                    | 2°                      | Otros |
| ------------------------------------------------------------- | -------------------- | --------------------- | ----------------------- | --- |
| ox News Margin of error: ± 5% Sample size: 352                | October 28–30, 2014  | Hillary Clinton62%    | Elizabeth Warren 14%    | Joe Biden 10% Andrew Cuomo 2% Martin O'Malley 2% Other 1% None of the above 2% Don't know 6%                                                              |
| Reuters/Ipsos Margin of error: ± ? Sample size: 552           | October 23–29, 2014  | Hillary Clinton60%    | Elizabeth Warren 17%    | Joe Biden 4% Andrew Cuomo 3% Bernie Sanders 2% Kirsten Gillibrand 1% Martin O'Malley 1% Wouldn't vote 12%                                                 |
| Selzer & Co. Margin of error: ± 4.8% Sample size: 426         | October 1–7, 2014    | Hillary Clinton53%    | Elizabeth Warren 10%    | Joe Biden 9% John Kerry 7% Bernie Sanders 3% Andrew Cuomo 1% Brian Schweitzer 1% Jim Webb 1% Martin O'Malley 0% Uncommitted 3% Not sure 12%               |
| CNN/ORC Margin of error: ± 5.5% Sample size: 309              | September 8–10, 2014 | Hillary Clinton53%    | Joe Biden 15%           | Elizabeth Warren 7% Bernie Sanders 5% Andrew Cuomo 3% Martin O'Malley 2% Deval Patrick 1% Someone else 1% None/No opinion 15%                             |
| Suffolk Margin of error: ± 7.09% Sample size: 191             | August 23–26, 2014   | Hillary Clinton66.49% | Elizabeth Warren 9.95%  | Joe Biden 7.85% Andrew Cuomo 4.19% Martin O'Malley 2.09% Undecided 7.85%                                                                                  |
| NBC News/Marist Margin of error: ± 4.2% Sample size: 539      | July 7–13, 2014      | Hillary Clinton70%    | Joe Biden 20%           | Undecided 10% |
| Vox Populi Polling Margin of error: ± 6.6% Sample size: 223   | June 4–5, 2014       | Hillary Clinton65%    | Joe Biden 18%           | Elizabeth Warren 12% Andrew Cuomo 3% Martin O'Malley 2%                                                                                                   |
| Public Policy Polling Margin of error: ±5.2% Sample size: 356 | May 15–19, 2014      | Hillary Clinton59%    | Joe Biden 12%           | Elizabeth Warren 11% Cory Booker 3% Andrew Cuomo 3% Mark Warner 2% Kirsten Gillibrand 1% Martin O'Malley 1% Brian Schweitzer 1% Someone else/Not sure 8%  |
| Public Policy Polling Margin of error: ±5.2% Sample size: 356 | May 15–19, 2014      | Joe Biden34%          | Elizabeth Warren 22%    | Andrew Cuomo 7% Cory Booker 4% Kirsten Gillibrand 3% Martin O'Malley 2% Brian Schweitzer 1% Mark Warner 1% Someone else/Not sure 26%                      |
| Public Policy Polling Margin of error: ±5.2% Sample size: 356 | May 15–19, 2014      | Elizabeth Warren31%   | Andrew Cuomo 14%        | Cory Booker 9% Kirsten Gillibrand 5% Martin O'Malley 2% Mark Warner 2% Brian Schweitzer 1% Someone else/Not sure 36%                                      |
| Suffolk Margin of error: ± 8.4% Sample size: 135              | April 3–8, 2014      | Hillary Clinton62.96% | Elizabeth Warren 11.85% | Joe Biden 9.63% Mark Warner 1.48% Andrew Cuomo 0.74% Deval Patrick 0.74% Cory Booker 0% Undecided 11.85%                                                  |
| Public Policy Polling Margin of error: ±5.4% Sample size: 335 | February 20–23, 2014 | Hillary Clinton67%    | Joe Biden 12%           | Elizabeth Warren 5% Mark Warner 3% Andrew Cuomo 2% Cory Booker 1% Kirsten Gillibrand 0% Martin O'Malley 0% Brian Schweitzer 0% Someone Else/Undecided 10% |
| Public Policy Polling Margin of error: ±5.4% Sample size: 335 | February 20–23, 2014 | Joe Biden40%          | Elizabeth Warren 13%    | Andrew Cuomo 8% Martin O'Malley 5% Cory Booker 2% Kirsten Gillibrand 2% Mark Warner 2% Brian Schweitzer 1% Someone Else/Undecided 28%                     |
| Public Policy Polling Margin of error: ±5.4% Sample size: 335 | February 20–23, 2014 | Elizabeth Warren21%   | Andrew Cuomo 11%        | Cory Booker 8% Martin O'Malley 6% Kirsten Gillibrand 3% Brian Schweitzer 2% Mark Warner 2% Someone Else/Undecided 47%                                     |

| Encuesta                                                      | Fecha              | 1°                    | 2°                   | Otros |
| ------------------------------------------------------------- | ------------------ | --------------------- | -------------------- | --- |
| Cygnal Margin of error: ±2.1% Sample size: 2,175              | July 10–12, 2013   | Hillary Clinton55.6%  | Joe Biden 7.8%       | Elizabeth Warren 5% Andrew Cuomo 1.1% Kirsten Gillibrand 0.5% Martin O'Malley 0.2% Unsure 29.7%                                                            |
| Public Policy Polling Margin of error: ±6.1% Sample size: 260 | July 5–7, 2013     | Hillary Clinton71%    | Joe Biden 12%        | Elizabeth Warren 5% Kirsten Gillibrand 2% Mark Warner 2% Cory Booker 1% Andrew Cuomo 1% Martin O'Malley 1% Brian Schweitzer 0% Someone Else/Undecided 5%   |
| Public Policy Polling Margin of error: ±6.1% Sample size: 260 | July 5–7, 2013     | Joe Biden51%          | Elizabeth Warren 16% | Andrew Cuomo 9% Cory Booker 6% Kirsten Gillibrand 2% Martin O'Malley 2% Mark Warner 1% Brian Schweitzer 0% Someone Else/Undecided 13%                      |
| Public Policy Polling Margin of error: ±6.1% Sample size: 260 | July 5–7, 2013     | Elizabeth Warren20%   | Andrew Cuomo18%      | Cory Booker 12% Kirsten Gillibrand 7% Martin O'Malley 4% Brian Schweitzer 3% Mark Warner 2% Someone Else/Undecided 33%                                     |
| Public Policy Polling Margin of error: ±5.5% Sample size: 313 | February 1–3, 2013 | Hillary Clinton68%    | Joe Biden 21%        | Andrew Cuomo 2% Mark Warner 2% Elizabeth Warren 2% Deval Patrick 1% Kirsten Gillibrand 0% Martin O'Malley 0% Brian Schweitzer 0% Someone Else/Undecided 3% |
| Public Policy Polling Margin of error: ±5.5% Sample size: 313 | February 1–3, 2013 | Joe Biden58%          | Andrew Cuomo 13%     | Elizabeth Warren 7% Kirsten Gillibrand 6% Deval Patrick 3% Mark Warner 2% Brian Schweitzer 1% Martin O'Malley 0% Someone Else/Undecided 11%                |
| Public Policy Polling Margin of error: ±5.5% Sample size: 313 | February 1–3, 2013 | Andrew Cuomo26%       | Elizabeth Warren17%  | Martin O'Malley 8% Kirsten Gillibrand 5% Deval Patrick 3% Brian Schweitzer 2% Mark Warner 2% Someone Else/Undecided 37%                                    |
| Harper Polling Margin of error: Sample size: 183              | January 29, 2013   | Hillary Clinton65.38% | Joe Biden 13.74%     | Andrew Cuomo 3.85% Undecided 17.03% |

## Resultados
| Convenciones Demócratas de Iowa por condado, 13 de marzo de 2016 | Convenciones Demócratas de Iowa por condado, 13 de marzo de 2016 | Convenciones Demócratas de Iowa por condado, 13 de marzo de 2016 | Convenciones Demócratas de Iowa por condado, 13 de marzo de 2016 | Convenciones Demócratas de Iowa por condado, 13 de marzo de 2016 | Convenciones Demócratas de Iowa por condado, 13 de marzo de 2016 |
| Candidato                                                        | Delegados estatales                                              | Delegados estatales                                              | Delegados estimados                                              | Delegados estimados                                              | Delegados estimados                                              |
| Candidato                                                        | Contar                                                           | Porcentaje                                                       | Prometido                                                        | No comprometido                                                  | Total                                                            |
| ---------------------------------------------------------------- | ---------------------------------------------------------------- | ---------------------------------------------------------------- | ---------------------------------------------------------------- | ---------------------------------------------------------------- | ---------------------------------------------------------------- |
| Hillary Clinton                                                  | 704                                                              | 50,07%                                                           | 23                                                               | 6                                                                | 29                                                               |
| Bernie Sanders                                                   | 700                                                              | 49,79%                                                           | 21                                                               | 0                                                                | 21                                                               |
| Martin O'Malley                                                  | 1                                                                | 0,07%                                                            | 0                                                                | 0                                                                | 0                                                                |
| No comprometido                                                  | 1                                                                | 0,07%                                                            | 0                                                                | 1                                                                | 1                                                                |
| Total                                                            | 1.406                                                            | 100%                                                             | 44                                                               | 7                                                                | 51                                                               |
| Fuente: Demócratas de Iowa                                       |                                                                  |                                                                  |                                                                  |                                                                  |                                                                  |

| Convenciones Demócratas de Iowa por distrito, 30 de abril de 2016 | Convenciones Demócratas de Iowa por distrito, 30 de abril de 2016 | Convenciones Demócratas de Iowa por distrito, 30 de abril de 2016 | Convenciones Demócratas de Iowa por distrito, 30 de abril de 2016 | Convenciones Demócratas de Iowa por distrito, 30 de abril de 2016 | Convenciones Demócratas de Iowa por distrito, 30 de abril de 2016 |
| Candidato                                                         | Delegados estatales                                               | Delegados estatales                                               | Delegados estimados                                               | Delegados estimados                                               | Delegados estimados                                               |
| Candidato                                                         | Conteo                                                            | Porcentaje                                                        | Comprometido                                                      | No comprometido                                                   | Total                                                             |
| ----------------------------------------------------------------- | ----------------------------------------------------------------- | ----------------------------------------------------------------- | ----------------------------------------------------------------- | ----------------------------------------------------------------- | ----------------------------------------------------------------- |
| Hillary Clinton                                                   | 697                                                               | 50,40%                                                            | 23                                                                | 6                                                                 | 29                                                                |
| Bernie Sanders                                                    | 686                                                               | 49,60%                                                            | 21                                                                | 0                                                                 | 21                                                                |
| No comprometido                                                   |                                                                   |                                                                   |                                                                   | 1                                                                 | 1                                                                 |
| Total                                                             | 1,383                                                             | 100%                                                              | 44                                                                | 7                                                                 | 51                                                                |
| Fuente: Demócratas de Iowa                                        |                                                                   |                                                                   |                                                                   |                                                                   |                                                                   |

| Convención Demócrata del Estado de Iowa, 18 de junio de 2016 | Convención Demócrata del Estado de Iowa, 18 de junio de 2016 | Convención Demócrata del Estado de Iowa, 18 de junio de 2016 | Convención Demócrata del Estado de Iowa, 18 de junio de 2016 | Convención Demócrata del Estado de Iowa, 18 de junio de 2016 | Convención Demócrata del Estado de Iowa, 18 de junio de 2016 |
| Candidato                                                    | Delegados estatales                                          | Delegados estatales                                          | Delegados estimados                                          | Delegados estimados                                          | Delegados estimados                                          |
| Candidato                                                    | Contar                                                       | Porcentaje                                                   | Comprometido                                                 | No comprometido                                              | Total                                                        |
| ------------------------------------------------------------ | ------------------------------------------------------------ | ------------------------------------------------------------ | ------------------------------------------------------------ | ------------------------------------------------------------ | ------------------------------------------------------------ |
| Hillary Clinton                                              | 714                                                          | 55,56%                                                       | 23                                                           | 6                                                            | 29                                                           |
| Bernie Sanders                                               | 571                                                          | 44,44%                                                       | 21                                                           | 0                                                            | 21                                                           |
| No comprometido                                              |                                                              |                                                              |                                                              | 1                                                            | 1                                                            |
| Total                                                        | 1,285                                                        | 100%                                                         | 44                                                           | 7                                                            | 51                                                           |
| Fuente: Demócratas de Iowa                                   |                                                              |                                                              |                                                              |                                                              |                                                              |

Tras un pobre resultado en las asambleas, Martin O'Malley anunció que suspendería su campaña.

## Controversia

Resultados del caucus demócrata de Iowa, 2016
Clinton—70-80% Clinton: 70-80%

"Los problemas organizativos en torno al caucus", incluida la dificultad para identificar a los voluntarios para "supervisar los caucus de los precintos individuales", contribuyeron a un "proceso desorganizado que se prestó al caos y las teorías de la conspiración", según The Guardian.
Después de negarse inicialmente a revisar los resultados del caucus, los funcionarios del Partido Demócrata de Iowa terminaron "haciendo actualizaciones donde se encontraron discrepancias". Con "dudas sobre qué candidato demócrata ganó realmente los caucus de Iowa", ha habido "nuevos llamamientos para que el partido refleje el método simple de votación secreta" que utilizan los republicanos. Norm Sterzenbach, exdirector ejecutivo del Partido Demócrata de Iowa que supervisó cinco ciclos electorales, declaró Norm Sterzenbach: "Vale la pena discutirlo de nuevo, pero no es tan simple como parece". Se sostiene que Clinton ganó por el margen más pequeño en la historia de los caucus de Iowa.

### Instancias
Los demócratas de Iowa informaron "discrepancias en los resultados del caucus" y confusión sobre las matemáticas del sistema de adjudicación de delegados. En Grinnell Ward 1, se otorgaron 19 delegados a Sanders y siete a Clinton en la noche del caucus. Más tarde, el Partido Demócrata de Iowa trasladó a un delegado de Sanders a Clinton, pero no notificó al secretario del distrito electoral, quien "solo descubrió que esto sucedió al día siguiente, al verificar los resultados del distrito electoral en otras partes del condado".
Otras discrepancias que se reportaron incluyeron:
- El único miembro del caucus en el condado de Woodbury No. 43, que votó por Sanders, pero "los resultados finales indican" que Clinton ganó un delegado del condado y Sanders cero.
- En Knoxville No. 3, donde el recuento fue de 58 para Sanders y 52 para Clinton, pero los resultados oficiales mostraron a Clinton con cinco delegados del condado y Sanders con cuatro.
- Los cuatro delegados en el distrito electoral No. 9 de Cedar Rapids que se dividieron equitativamente entre Sanders y Clinton, pero solo 131 personas se inscribieron al comienzo del caucus con dos recuentos por separado que muestran que 136 personas votaron.

En Des Moines No. 42, "después de que todos formaron grupos iniciales para su candidato preferido", un partidario de Clinton se dirigió a los partidarios de O'Malley y a los indecisos, diciéndoles que "podían quedarse y realinearse o irse". Algunos creyeron erróneamente que eso significaba que la votación se terminó y se fue antes de tiempo sin ser contada. En el mismo recinto, aún faltaban votos la mañana siguiente al caucus. Los demócratas "de ese vecindario se apresuraron a encontrar funcionarios del partido" para informar que Sanders ganó por un margen de dos delegados sobre Clinton. Esto redujo aún más la "ventaja insoportablemente cercana" de Clinton, llevando el recuento de "equivalentes de delegados" en ese momento a Clinton 699.57, Sanders 697.77.

### Lanzamientos de monedas
El Des Moines Register informó "un número desconocido" de delegados del condado premiados "después del lanzamiento de una moneda". Sam Lau, portavoz del Partido Demócrata de Iowa, dijo que se informaron siete lanzamientos de monedas a través de "la aplicación para smartphone del partido", pero los funcionarios que informaron los totales de delegados del condado a través de la aplicación "no estaban obligados a indicar si la victoria fue el resultado de una lanzamiento de la moneda." Lau dijo que Bernie Sanders ganó seis de estos. El periódico identificó "seis monedas lanzadas a través de las redes sociales y una en una entrevista con un participante del caucus", con Clinton como la aparente ganadora de seis de estas siete. Se desconoce cualquier superposición, o su impacto en los resultados, entre los lanzamientos de moneda identificados por el Register y los que el partido confirmó.
Un funcionario del Partido Demócrata de Iowa le dijo a NPR que había "al menos una docena de desempates" decididos mediante el lanzamiento de una moneda, y que "el senador Sanders ganó al menos un puñado ".

### Revisión
La campaña de Sanders "lanzó" una revisión de los resultados de las asambleas, citando como "factores de complicación" el "margen muy estrecho", las reglas "misteriosas" de las asambleas, los retrasos en los informes de algunos distritos y la tecnología de informes utilizada. La campaña está volviendo a verificar los resultados distrito por distrito, revisando "hojas de matemáticas u otro papeleo" que se usaron y se suponía que debían devolver a los funcionarios del partido, luego comparándolos con los resultados ingresados en la aplicación de Microsoft del partido. Rania Batrice, una portavoz de Sanders, desafió: "Comparemos notas. Veamos si coinciden".

En un editorial, The Des Moines Register pidió una auditoría de los resultados, declarando que "lo que sucedió el lunes por la noche en las asambleas demócratas fue una debacle, punto". Primero, señalando que solo dos décimas de un por ciento separaban a Sanders y Clinton y que "márgenes mucho mayores desencadenan recuentos automáticos en otros estados", declararon:
Han surgido demasiados relatos de recuentos inconsistentes, voluntarios abrumados y sin capacitación, votantes confundidos, lugares de precinto abarrotados, falta de formularios de registro de votantes y otros problemas. Demasiados de nosotros, incluidos los miembros del consejo editorial de Register que estaban observando los caucus, vimos oportunidades de error en medio del caos del lunes por la noche.
En lugar de "registros oficiales en papel", el partido "se había negado a proporcionar la campaña", que mostraría los recuentos de votos de los distritos electorales individuales antes de que se ingresaran en la aplicación del partido la noche de las asambleas electorales, la campaña de Sanders estaba contactando a cada uno de los suyos. capitanes de distrito para reconstruir los resultados del caucus. El director de campaña de Sanders, Jeff Weaver, dijo: "Creo que todo el mundo tiene interés en hacerlo lo más preciso posible", aunque "como es un asunto empírico, es probable que nunca sepamos cuál fue el resultado real".

## Análisis

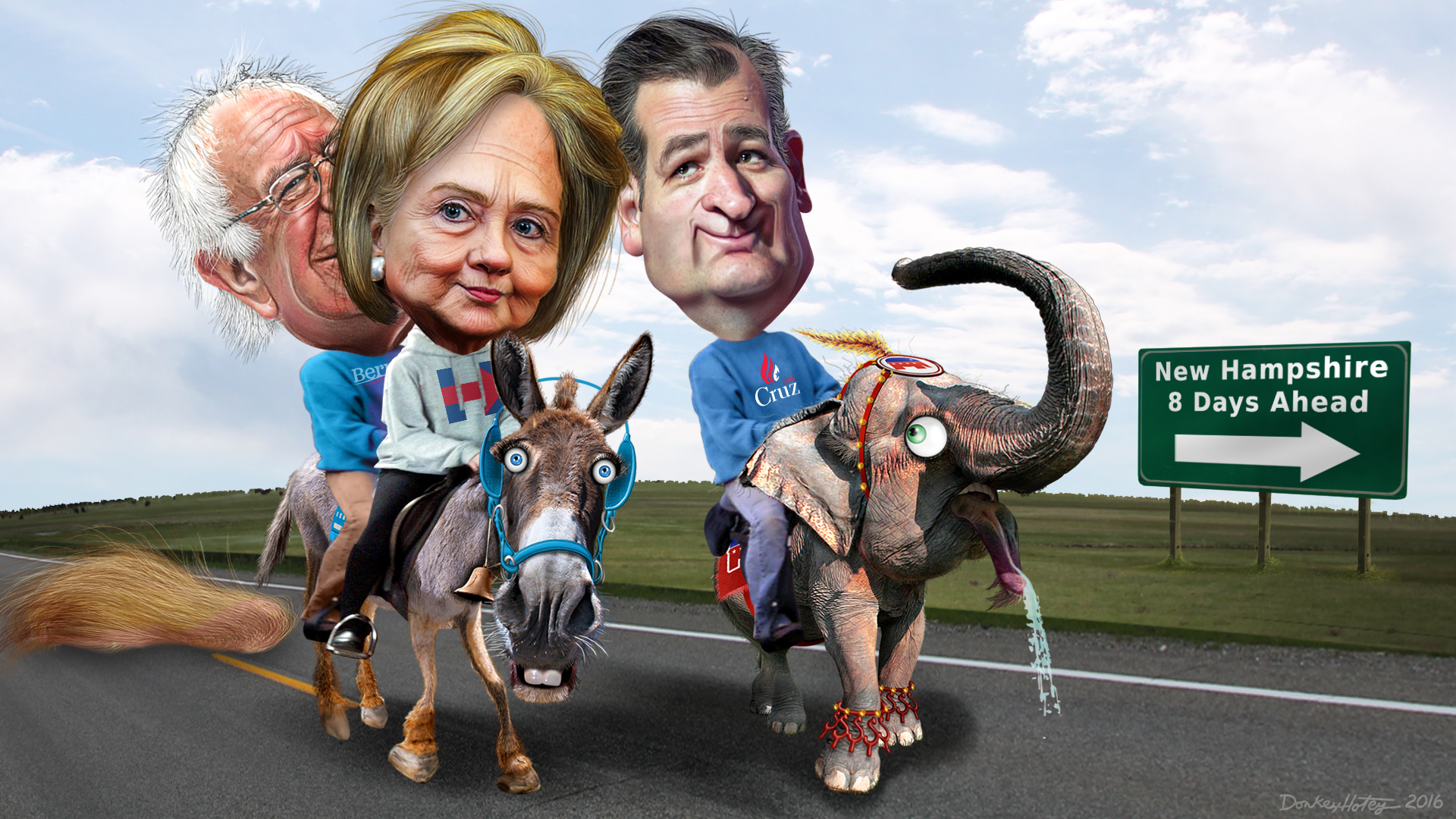
Ganadores del Caucus de Iowa - caricatura política de DonkeyHotey

A pesar de un desafío tardío del senador insurgente Bernie Sanders de Vermont, cuyo mensaje económico populista resonó en el electorado demócrata progresista de Iowa, Clinton logró una victoria de 0,2 puntos porcentuales en el primer grupo de la nación, superando a Sanders por sólo cuatro delegados estatales equivalentes. Como lo describió The New York Times, el vínculo cercano de Sanders con Clinton combinado con la victoria republicana de Ted Cruz en el caucus demostró cómo "la campaña de 2016 se ha convertido en aliviar las frustraciones palpables de una gran parte de los estadounidenses blancos de clase trabajadora que creen que el país ya no les sirve".
Según las encuestas de entrada, Clinton ganó el voto blanco por un margen de 49 a 46 contra Sanders, y los votantes blancos comprenden el 91% del electorado de Iowa. Ella ganó votantes no blancos de manera más rotunda, 58–34. Sanders ganó entre los hombres, 50-44, pero Clinton ganó a las mujeres, 53-42. Sanders demostró su inmensa fuerza con los millennials al ganar a los jóvenes de 17 a 29 años por 84 a 14, mientras que Clinton ganó a los de la tercera edad, por 69 a 26 años. Clinton ganó entre los votantes que tenían un diploma de escuela secundaria o menos, y entre los que tenían un título de posgrado, mientras que Sanders ganó votantes con solo un título universitario . Sanders ganó 53-44 entre los votantes que obtuvieron un ingreso de menos de $ 50 mil por año, Clinton ganó en los votantes más ricos 52-42. En términos de afiliación a un partido político, Clinton ganó a los demócratas 56-39 pero perdió a los independientes ante Bernie Sanders, 69-29.
Al enterarse de que le habían otorgado el estado de Iowa después de 1 PM del día siguiente, Clinton le dijo a Wolf Blitzer de CNN: 'Mi suerte no fue muy buena la última vez, y fue maravilloso ganar el caucus y tener esa experiencia.' 